# Henham
Henham es una localidad situada en el condado de Essex, en Inglaterra (Reino Unido), con una población estimada a mediados de 2016 de 966 habitantes.
Se encuentra ubicada al sureste de la región Este de Inglaterra, al noreste de Londres y a poca distancia de la ciudad de Chelmsford —la capital del condado— y de la costa del mar del Norte.